# Jurki (Świętajno)
Jurki (deutsch Jurken, 1938 bis 1945 Jürgen (Ostpr.)) sowie Jurki (osada) sind zwei Orte in der polnischen Woiwodschaft Ermland-Masuren. Sie gehören zur Landgemeinde Świętajno (Schwentainen) im Powiat Olecki (Kreis Oletzko, 1933 bis 1945 Kreis Treuburg).

## Geographische Lage
Jurki liegt im Nordosten der Woiwodschaft Ermland-Masuren, elf Kilometer nordwestlich der Kreisstadt Olecko (Marggrabowa, umgangssprachlich auch Oletzko, 1928 bis 1945 Treuburg). Weniger als einen Kilometer westlich des Ortes liegt der Weiler Jurki (osada).

## Geschichte
Das seinerzeitige Juregen wurde im Jahre 1560 gegründet. Nach 1785 nannte man den Ort Jurcken, dann bis 1938 Jurken.
Das kleine Dorf wurde 1874 in den Amtsbezirk Czychen (polnisch Cichy) eingegliedert, der – 1938 in „Amtsbezirk Bolken“ umbenannt – bis 1945 bestand und zum Kreis Oletzko (1933 bis 1945 Kreis Treuburg) im Regierungsbezirk Gumbinnen der preußischen Provinz Ostpreußen gehörte.
Im Jahre 1910 waren in Jurken 285 Einwohner registriert. Ihre Zahl stieg bis 1933 auf 308 und verringerte sich bis 1939 auf 244.
Aufgrund der Bestimmungen des Versailler Vertrags stimmte die Bevölkerung im Abstimmungsgebiet Allenstein, zu dem Jurken gehörte, am 11. Juli 1920 über die weitere staatliche Zugehörigkeit zu Ostpreußen (und damit zu Deutschland) oder den Anschluss an Polen ab. In Jurken stimmten 203 Einwohner für den Verbleib bei Ostpreußen, auf Polen entfiel keine Stimme.
Aus politisch-ideologischen Gründen der Vermeidung fremdländisch klingender Ortsnamen wurde Jurken am 3. Juli 1938 in „Jürgen (Ostpr.)“ umbenannt.
In Kriegsfolge kam das Dorf 1945 mit dem gesamten südlichen Ostpreußen zu Polen und trägt seither die polnische Namensform „Jurki“, die auch dem neu entstandenen Weiler (polnisch osada) zugeteilt wurde. Jurki ist heute Sitz eines Schulzenamtes (polnisch sołectwo), in das auch Jurki (osada) einbezogen ist. Beide Orte sind jetzt Teil der Landgemeinde Świętajno (Schwentainen) im Powiat Olecki (Kreis Oletzko, 1933 bis 1945 Kreis Treuburg), vor 1998 der Woiwodschaft Suwałki, seither der Woiwodschaft Ermland-Masuren zugehörig.

## Religionen
Vor 1945 war Jurken in die evangelische Kirche Czychen in der Kirchenprovinz Ostpreußen der Kirche der Altpreußischen Union und in die katholische Pfarrkirche Marggrabowa (1928 bis 1945 Treuburg, polnisch Olecko) im Bistum Ermland eingepfarrt.
Heute gehören Jurki und Jurki (osada) zur evangelischen Kirchengemeinde Gołdap (Goldap), einer Filialgemeinde der Pfarrei Suwałki in der Diözese Masuren der Evangelisch-Augsburgischen Kirche in Polen, bzw. zur katholischen Pfarrkirche Cichy im Bistum Ełk der Römisch-katholischen Kirche in Polen.

## Verkehr
Jurki ist über einen Landweg zu erreichen, der bei Doliwy (Doliwen, 1938 bis 1945 Teichwalde) von der Woiwodschaftsstraße DW 655 abzweigt und über Niemsty (Könitzberg, 1929 bis 1945 Gertrudenhof) nach Cichy führt. Eine Bahnanbindung besteht nicht mehr, seit die Bahnstrecke Kruglanken–Marggrabowa (Oletzko)/Treuburg (polnisch Kruklanki–Olecko) mit der nächstgelegenen Bahnstation Doliwy (Doliwen, 1938 bis 1945 Teichwalde) in Kriegsfolge nach 1945 nicht wieder in Betrieb genommen worden ist.